# Bonfol
Bonfol is een gemeente en plaats in het Zwitserse kanton Jura en maakt deel uit van het district Porrentruy.
Bonfol telt 698 inwoners.
In de jaren 1961-1976 fungeerde Bonfol als 'afvoerput' van de chemische industrie in Basel. Ruim 144.000 ton afval werd hier legaal gedeponeerd. Sinds 2010 wordt de afgedekte afvalberg afgegraven en naar het buitenland geëxporteerd.